# Nataliwka (Swjahel)
Nataliwka (vor 1939 Nataliendorf; ukrainisch Наталівка; russisch Наталовка/Natalowka, polnisch Nataljówka) ist ein Dorf in der Oblast Schytomyr im Rajon Swjahel.

## Geschichte
Das Dorf ist eine Gründung von Wolhyniendeutschen aus dem 19. Jahrhundert. Frühere Namen Natalijiwka, Nataliendorf, bis 1939 eine Kolonie der Romanivets Volost, Bezirk Nowograd-Wolyn, Gouvernement Wolhynien. Die Entfernung von der Kreisstadt beträgt 4,2672 km (4 Werst).
Am 12. Juni 2020 wurde das Dorf ein Teil der Stadtgemeinde Nowohrad-Wolynskyj, bis dahin bildete es zusammen mit dem Dorf Oleksandriwka (Олександрівка) die gleichnamige Landratsgemeinde Nataliwka (Наталівська сільська рада/Nataliwska silska rada) im Zentrum des Rajons Nowohrad-Wolynskyj.

## Einwohner
- Mykola Kosatschok (1926–2008) war Teilnehmer am Zweiten Weltkrieg und Held der Sowjetunion.